# مضاعف ثنائي كربونيل حلقي بنتاديينيل الحديد
مضاعف ثنائي كربونيل حلقي بنتاديينيل الحديد هو مركب حديد عضوي صيغته C14H10Fe2O4 ويوجد على هيئة بلورات قرمزية داكنة.

## التحضير
حضر هذا المركب لأول مرة من الكيميائي جوفري ولكنسون سنة 1955 من تفاعل خماسي كربونيل الحديد مع ثنائي حلقي البنتاديين:
{\displaystyle {\ce {2 Fe(CO)5 + C10H12 -> {(η5-C5H5)}2Fe2(CO)4 + 6 CO + H2}}}

## الخواص
المركب هو معقد تناسقي له بنية نصف شطيرية مضاعفة، تتألف من ذرتي حديد تتصلان مع بعضهما عبر ربيطتين جسريتين من الكربونيل وترتبط كل ذرة حديد مع مجموعة كروننيل أخرى ومع حلقي البنتاديينيل.

## الاستخدامات
يمكن ان يستخدم مضاعف ثنائي كربونيل حلقي بنتاديينيل الحديد مادة أولية بادئة في تحضير مشتقات متعلقة.